# ریزش سایبان ایستگاه راه آهن نووی ساد
در ۱ نوامبر ۲۰۲۴، سایبان بتنی ایستگاه اصلی راه آهن در نووی ساد، صربستان، بر روی سنگفرش شلوغ پایین سقوط کرد و ۱۴ نفر را کشت و حداقل سه نفر دیگر را مجروح کرد.